# Municipio de Aguada de Pasajeros
Municipio de Aguada de Pasajeros är en kommun i Kuba.   Den ligger i provinsen Provincia de Cienfuegos, i den västra delen av landet, 180 km sydost om huvudstaden Havanna. Antalet invånare är 31 687. Arean är 680 kvadratkilometer.
Terrängen i Municipio de Aguada de Pasajeros är platt.
Följande samhällen finns i Municipio de Aguada de Pasajeros:
- Aguada de Pasajeros